# Thomas Zereske
Thomas Zereske (Nuevo Brandeburgo, RDA, 22 de mayo de 1966-Nuevo Brandeburgo, Alemania, 28 de junio de 2004) fue un deportista alemán que compitió en piragüismo en la modalidad de aguas tranquilas. Ganó diez medallas en el Campeonato Mundial de Piragüismo entre los años 1990 y 1999.
Participó en los Juegos Olímpicos de Seúl 1988, Atlanta 1996 y Sídney 2000, obteniendo la quinta posición en los tres Juegos Olímpicos que disputó (1988: C2 500 m, 1996: C1 500 m, 2000: C2 500 m).

## Palmarés internacional
| Representando a la RDA   |                      |                   |           |
| Campeonato Mundial       |                      |                   |           |
| Año                      | Lugar                | Medalla           | Evento    |
| 1990                     | Poznań (Polonia)     | Medalla de plata  | C1 500 m  |
| 1990                     | Poznań (Polonia)     | Medalla de bronce | C1 1000 m |
| Representando a Alemania |                      |                   |           |
| Campeonato Mundial       |                      |                   |           |
| Año                      | Lugar                | Medalla           | Evento    |
| 1991                     | París (Francia)      | Medalla de bronce | C4 500 m  |
| 1995                     | Duisburgo (Alemania) | Medalla de plata  | C1 200 m  |
| 1995                     | Duisburgo (Alemania) | Medalla de plata  | C2 200 m  |
| 1997                     | Dartmouth (Canadá)   | Medalla de oro    | C2 200 m  |
| 1997                     | Dartmouth (Canadá)   | Medalla de bronce | C2 500 m  |
| 1998                     | Szeged (Hungría)     | Medalla de oro    | C2 200 m  |
| 1998                     | Szeged (Hungría)     | Medalla de bronce | C2 500 m  |
| 1999                     | Milán (Italia)       | Medalla de bronce | C2 200 m  |